# Bulbine cepacea
Bulbine cepacea är en grästrädsväxtart som först beskrevs av Nicolaas Laurens Nicolaus Laurent Burman, och fick sitt nu gällande namn av Wijnands. Bulbine cepacea ingår i släktet bulbiner, och familjen grästrädsväxter. Inga underarter finns listade i Catalogue of Life.